# Phân hủy

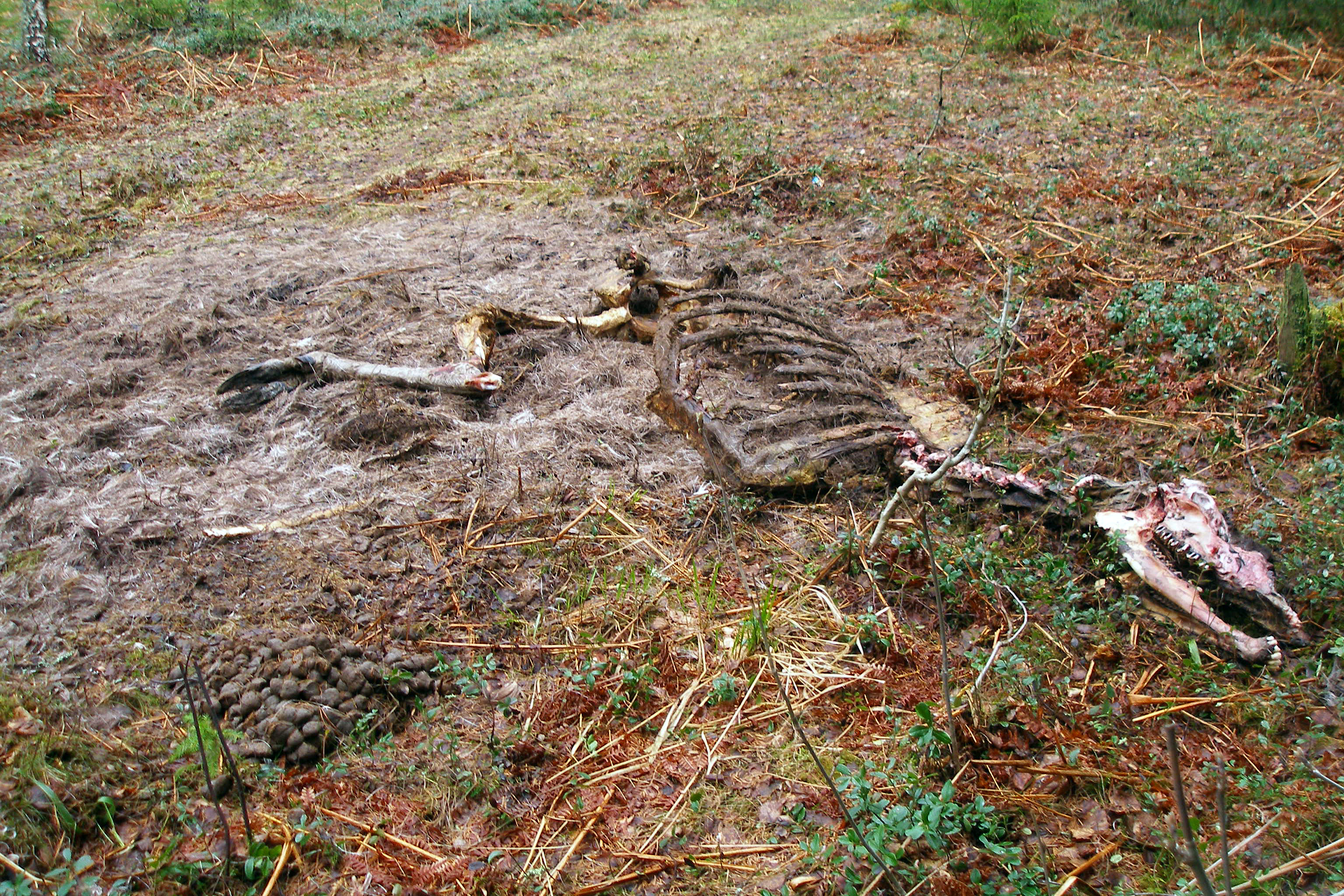
Xác một con nai sừng tấm đã bị phân hủy gần như hoàn toàn, chỉ còn trơ nắm xương khô

Phân hủy là quá trình mà trong đó vật chất hữu cơ bị tan rã thành các dạng vật chất đơn giản hơn. Quá trình đóng vai trò hết sức quan trọng để quay vòng lượng vật chất hữu hạn chiếm chỗ trong quần xã. Xác chết của các sinh vật bắt đầu phân hủy không lâu sau khi chúng chết. Xác của mỗi loại sinh vật tuy rằng phân hủy theo cách khác nhau nhưng đều trải qua các giai đoạn giống nhau. Ngành khoa học nghiên cứu về sự phân hủy thường được gọi là mồ học (tiếng Anh: taphonomy, phát xuất từ tiếng Hy Lạp τάφος (taphos), nghĩa là "cái mồ").

## Phân hủy ở động vật

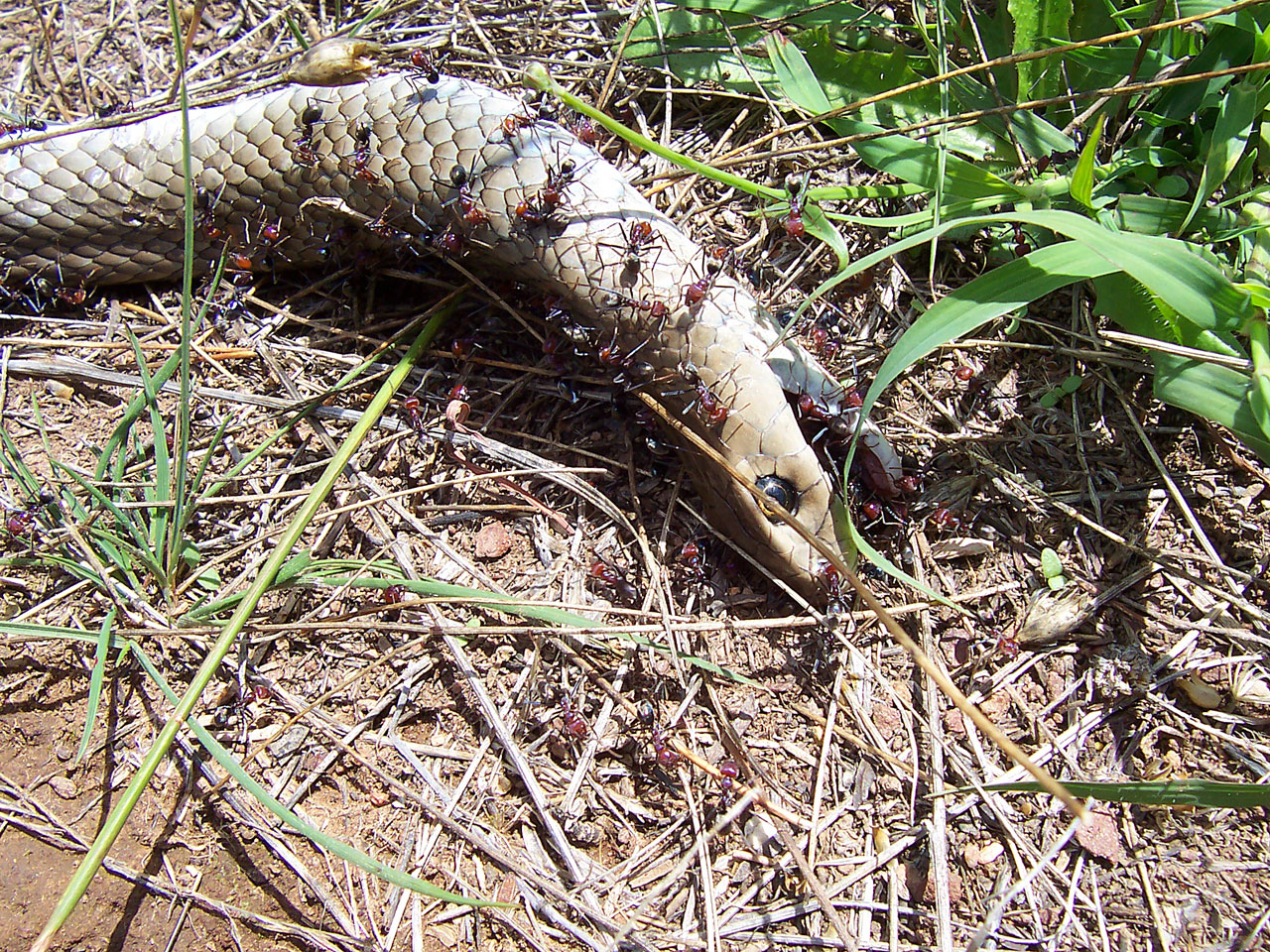
Kiến ăn xác rắn chết.

Phân hủy được xem là bắt đầu từ khi chết, gây bởi hai nhân tố: (1) tự phân (autolysis) do các mô trong cơ thể bị tan rã dưới tác động của các hóa chất và enzym nội sinh; (2) thối rữa (putrefaction) do các mô bị vi khuẩn bên ngoài hủy hoại. Trong quá trình phân hủy có giải phóng một số loại khí có mùi hôi thối đặc trưng.
Các tác nhân chính tham gia quá trình phân hủy là vi khuẩn và nấm, bên cạnh đó còn có côn trùng và các sinh vật nhỏ bé khác.

### Các giai đoạn phân hủy
Có năm giai đoạn phân hủy, gồm: tươi, trương phình, thối rữa mạnh, thối rữa sâu và hóa khô. Các giai đoạn phân hủy này kết hợp với hai giai đoạn phân hủy hóa học đã nêu ở trên - tự phân và thối rữa.

#### Xác tươi
Giai đoạn Tươi (fresh) bắt đầu ngay khi tim ngừng đập. Máu không còn được tuần hoàn khắp cơ thể nên bây giờ tập trung về một số nơi, dưới tác động của trọng lực mà gây nên hiện tượng xác chết xám xịt lại (hoặc hồ máu tử thi). Trong vòng ba đến sáu giờ sau chết, các mô cơ bắt đầu co cứng và không thể duỗi ra được, đó là hiện tượng co cứng tử thi. Xác chết cũng dần mất nhiệt vào môi trường xung quanh khiến nhiệt độ xác chết giảm xuống, đó là hiện tượng mát lạnh tử thi.
Khi tim ngừng đập, máu không còn tuần hoàn để mang oxy đến và rút cacbon dioxide khỏi các mô nữa. Hậu quả là độ pH giảm xuống, kết hợp với các thay đổi hóa học, khiến các tế bào mất dần sự toàn vẹn về mặt cấu trúc, kích hoạt sự giải phóng enzym tế bào gây tan rã các tế bào và mô xung quanh. Quá trình này gọi là tự phân.
Trong giai đoạn Tươi, không có nhiều dấu hiệu phân hủy có thể quan sát được bằng mắt thường. Riêng tiến trình tự phân có thể gây ra một số chỗ phồng rộp trên bề mặt da.
Lượng oxy ít ỏi sót lại trong cơ thể nhanh chóng cạn kiệt do trao đổi chất tế bào và hoạt động của các vi sinh vật hiếu khí có trong cơ quan hô hấp và dạ dày-ruột, tạo ra môi trường thuận lợi cho vi sinh vật kỵ khí sinh sôi nảy nở. Chúng tiêu thụ cacbonhydrat, chất béo, protein của cơ thể và tạo ra hàng loạt hợp chất như axit propionic, axit lactic, khí mêtan, hydrô sunfit và amôniac. Quá trình sinh sôi của vi sinh vật trong cơ thể được gọi là quá trình thối rữa, kéo theo sự bắt đầu của giai đoạn thứ hai trong quá trình phân hủy, đó là trương phình.

#### Trương phình
Giai đoạn Trương phình (bloat) có thể quan sát được bằng mắt thường. Trong giai đoạn này, hoạt động trao đổi chất của vi sinh vật kỵ khí liên tục diễn ra dẫn đến tích tụ các khí như hydrô sunfit, cacbon dioxide và mêtan trong xác chết, gây phình bụng và tạo ra hình dáng trương phình của xác chết. Các khí này cũng khiến những chất dịch tự nhiên trong cơ thể sủi bọt lên. Áp suất tăng khiến các chất dịch tràn khỏi các lỗ tự nhiên trên cơ thể - mũi, miệng, hậu môn. Sự tăng áp suất do khí sinh ra trong cơ thể cộng với việc lớp da mất tính toàn vẹn có thể khiến xác chết rách ra.
Các vi sinh vật kỵ khí trong ruột chuyển hóa hemoglobin thành sulfhemoglobin và các sắc tố khác. Khí tích tụ trong xác chết lúc này đẩy các sulfhemoglobin đi khắp cơ thể thông qua hệ thống tuần hoàn và hệ bạch huyết, làm bề ngoài xác chết trông như nổi vân.
Nếu côn trùng tiếp cận xác chết thì trứng của chúng có thể nở thành giòi trên xác và bắt đầu ăn các mô của xác, làm cho da của xác chết trượt bong ra còn lông thì tách khỏi da. Giòi và khí tích tụ làm rách toàn bộ da của xác chết khiến khí và chất dịch trong xác càng thoát nhiều ra môi trường xung quanh. Oxy cũng thông qua các vết rách mà xâm nhập trở lại cơ thể, càng tạo môi trường thuận lợi cho ấu trùng ruồi nhặng và vi sinh vật hiếu khí phát triển. Mùi hôi thối từ đám khí và chất dịch lan tỏa ra xung quanh.

#### Thối rữa mạnh
Thối rữa mạnh hay (tự) thối rữa (active decay) là giai đoạn mà khối lượng xác chết mất đi lớn nhất. Sự mất mát khối lượng xác chết là do hoạt động của giòi và các chất dịch phân hủy tràn ra môi trường xung quanh. Các mô tiếp tục hóa lỏng và mùi hôi thối tiếp tục bốc ra. Các chất lỏng tập trung xung quanh xác chết và tạo thành một khu vực gọi là "đảo phân hủy xác chết" (cadaver decomposition island - CDI). Kết thúc giai đoạn này, giòi cũng rời xác chết để biến thái thành nhộng.

#### Thối rữa sâu
Thối rữa sâu (advanced decay) là giai đoạn mà quá trình phân hủy gần như bị ngưng trệ do các vật chất phân hủy đã mất đi nhiều. Trong giai đoạn này hoạt động của côn trùng cũng giảm bớt. Quan sát bằng mắt sẽ thấy cây cỏ trong khu vực bao quanh xác chết cũng chết đi. Tại khu "đảo phân hủy xác chết" (CDI), diễn ra sự gia tăng hàm lượng cacbon và chất dinh dưỡng trong đất như phosphor, kali, calci và magiê; độ pH của đất cũng thay đổi, đồng thời lượng nitơ trong đất tăng mạnh.

#### Hóa khô
Hóa khô (dry) là giai đoạn mà cây cỏ có thể bắt đầu hồi sinh trong khu CDI và là dấu hiệu cho thấy rằng mức độ chất dinh dưỡng trong khu đất bao quanh xác chết vẫn chưa phục hội lại mức bình thường. Khi này xác chết chỉ còn lại da khô, sụn và xương từ từ hóa và mất màu nếu tiếp xúc với các yếu tố khác. Nếu tất cả các mô mềm đã biến mất khỏi xác chết thì người ta gọi là xác đã xương hóa (skeletonization) hoàn toàn; nếu vẫn còn mô mềm trên xác chết thì gọi là xác đã hóa xương một phần.

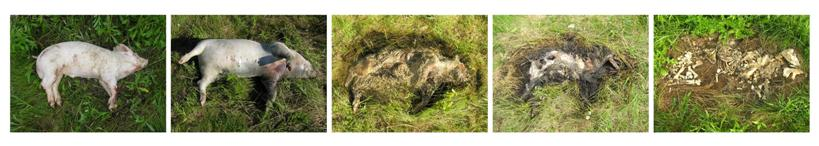
Xác của một chú lợn qua năm giai đoạn phân hủy

## Phân hủy ở thực vật

Quả đào đang thối rữa sau sáu ngày. Mỗi khung hình ứng với 12 tiếng đồng hồ. Quả đào dần khô quắt lại và bị mốc meo bao phủ.

Phân hủy trên thực vật cũng trải qua nhiều giai đoạn. Bắt đầu của phân hủy thực vật là sự rỉ nước. Trong giai đoạn đầu phân hủy, có thể diễn ra sự vỡ nát thành nhiều mảnh nhỏ, khiến diện tích bề mặt tiếp xúc tăng lên và càng tạo điều kiện cho vi sinh vật tấn công. Phân hủy ở những cây nhỏ thường do các động vật không xương sống trong đất gây ra, còn phân hủy ở những cây lớn thường do các dạng sống ký sinh như côn trùng và nấm gây ra.
Vi sinh vật làm biến đổi các thành phần hóa học của thực vật (xenlulô, hemi xenlulô, lignin). Mỗi hợp chất phân hủy với tốc độ khác nhau, tùy thuộc vào cấu tạo hóa học của chúng. Chẳng hạn, lignin ("chất gỗ") là thành phần của gỗ, khá khó bị phân hủy và thực thế chỉ bị phân hủy bởi một số loài nấm nhất định nào đó. Lignin là một trong những sản phẩm còn lại của thực vật phân hủy, có cấu tạo hóa học rất phức tạp và có tác động làm chậm quá trình phân hủy thực vật do vi sinh vật gây ra. Bên cạnh đó, nhiệt độ cũng là nhân tố quyết định tốc độ thối rữa của thực vật. Thối rữa diễn ra nhanh ở nơi ấm áp hơn là nơi lạnh lẽo.
Ở các hệ sinh thái đồng cỏ bị lửa gây cháy thì côn trùng, mối, động vật có vú ăn cỏ và sự di chuyển của động vật trên cỏ là các tác nhân chủ yếu gây tan rã cơ thể thực vật, trong khi vi khuẩn và nấm thì đóng vai trò phân hủy ở cấp độ cao hơn.
Trong quá trình thực vật phân hủy luôn có sự giải phóng khí cacbon dioxide.

## Phân hủy thực phẩm
Sự phân hủy của thực phẩm là một lĩnh vực nghiên cứu quan trọng trong ngành khoa học thực phẩm. Con người hay dùng chất bảo quản thực phẩm để làm chậm lại quá trình này. Thực phẩm bị vi khuẩn và nấm làm cho ôi thiu, phân hủy khiến mùi vị biến đổi và nhiễm độc. Cần áp dụng các biện pháp an toàn vệ sinh thực phẩm, bảo quản một cách hợp lý để giữ thực phẩm được lâu hơn.

## Tầm quan trọng trong pháp y
Nghiên cứu về phân hủy cũng có vai trò quan trọng trong khoa học pháp y do nhu cầu xác định thời điểm và nguyên nhân cái chết. Ở Knoxville, Tennessee, Mỹ có một cơ sở nghiên cứu gọi là Cơ sở nghiên cứu nhân loại học Đại học Tennessee (gọi tắt là Body Farm) chuyên sắp đặt các xác chết ở nhiều vị trí khác nhau trong một khu đất gần trung tâm y khoa để nghiên cứu cách thức xác chết phân hủy dưới cac điều kiện khác nhau, thông qua đó đúc rút thêm hiểu biết về quá trình phân hủy.

## Các nhân tố ảnh hưởng

### Sự tiếp xúc
Một xác chết nếu tiếp xúc với các nhân tố trong môi trường như nước, không khí thì sẽ phân hủy nhanh hơn, thu hút nhiều côn trùng đến hơn là một xác chết được chôn hoặc giấu kín trong một đồ tạo tác nào đó.
Tốc độ và lối phân hủy xác động vật chịu ảnh hưởng nhiều từ các nhân tố xung quanh. Chúng là:
- Nhiệt độ
- Sự tiếp xúc với khí oxy
- Sự ướp xác trước đó
- Nguyên nhân cái chết
- Cách chôn cất, độ sâu chôn, loại đất ở chỗ chôn
- Sự tiếp xúc với động vật ăn xác chết
- Vết thương trên xác chết
- Độ ẩm
- Lượng mưa
- Kích thước và khối lượng cơ thể
- Quần áo trên xác chết
- Bề mặt nơi xác chết tọa lạc
- Thực phẩm/Đồ vật trong hệ thống tiêu hóa của xác.

Tốc độ phân hủy rất khác nhau trong mỗi trường hợp. Các nhân tố như nhiệt độ, độ ẩm và mùa đều có tính quyết định lên tốc độ phân hủy. Có một định luật gọi là định luật Casper (còn gọi là Tỉ lệ Casper): nếu tất cả các nhân tố đều như nhau thì một xác chết tiếp xúc với không khí sẽ phân hủy nhanh gấp đôi so với xác chết nhận chìm trong nước và nhanh gấp tám lần xác chết bị chôn dưới đất. Tốc độ phân hủy do vi khuẩn gây ra cũng lệ thuộc nhiệt độ môi trường xung quanh. Càng lạnh thì sự phân hủy diễn ra càng chậm.
Biến số quan trọng nhất là sự tiếp xúc của xác với côn trùng, đặc biệt là ruồi. Một xác chết đầy đủ da thịt nằm ở vùng nhiệt đới có thể bị động vật không xương sống phân hủy chỉ còn bộ xương trong vòng hai tuần. Ngay bản thân bộ xương cũng không vững bền. Chất axít trong đất có thể biến xương thành những vật chất không thể nhận diện nổi. Đây là một nguyên nhân khiến người ta không tìm thấy xương người trong xác tàu Titanic chìm ở Đại Tây Dương ngay cả khi các loài ăn xác chết không thể tiếp cận một số khu vực trong tàu này. Dưới một số điều kiện nhất định (nhiệt độ mát mẻ bình thường, đất ẩm) thì xác chết có thể trải qua một quá trình gọi là xà phòng hóa, theo đó trên xác hình thành một chất sáp gọi là sáp mỡ (do các hóa chất trong đất phản ứng với protein và chất béo trong xác mà tạo thành). Sáp mỡ khiến quá trình phân hủy chậm lại do nó ngăn chặn vi khuẩn gây thối rữa.
Trong các điều kiên cực kì khô hạn hoặc cực lạnh thì quá trình phân hủy bị ngưng trệ khiến xác chết được bảo quản thành xác ướp. Xác ướp đóng băng thường sẽ bắt đầu phân hủy trở lại khi bị rã đông (trường hợp Người băng Ötzi) trong khi các xác ướp "sấy khô" vẫn bền vững dù có tiếp xúc với hơi ẩm.
Xác chết của trẻ sơ sinh chưa được ăn uống gì là một ngoại lệ. Do thiếu quần thể vi sinh vật trong cơ thể (vốn nắm vai trò chủ yếu gây phân hủy) nên xác loại này thường sẽ tự hóa xác ướp nếu được cất giữ trong điều kiện khô ráo.

### Bảo quản nhân tạo
Bảo quản xác là việc làm trì hoãn sự phân hủy xác người và động vật. Hóa chất dùng trong bảo quản xác có khả năng đánh bật đa số côn trùng và làm chậm quá trình thối rữa cho vi khuẩn gây ra bằng việc tiêu diệt hoặc "cố định" các protein tế bào để vi khuẩn không thể lấy đó làm nguồn dinh dưỡng. Trong các điều kiện môi trường đủ khô ráo thì xác được xử lý có thể hóa xác ướp, tuy nhiên số xác còn giữ được ngoại hình sau vài thập kỷ thì thường không nhiều. Một số xác được bảo quản hiện vẫn còn ngoại hình là: 
- Eva Perón của Argentina: xác được tiêm sáp paraffin và được bảo quản hoàn hảo qua nhiều năm. Hiện không trưng bày cho công chúng.
- Vladimir Lenin của Nga: xác được ngâm trong một bồn dung dịch đặc biệt trong hàng thập niên. Hiện xác này vẫn được trưng bày cho công chúng trong Lăng Lenin ở Moskva.
- Thi hài các lãnh tụ chủ nghĩa cộng sản được tôn sùng lên hàng nhân cách lớn như Mao Trạch Đông, Kim Il-sung, Hồ Chí Minh, Kim Jong-il và lãnh tụ tả khuynh như Hugo Chávez cũng đang được bảo quản trong những lăng tẩm ở Cộng hòa Nhân dân Trung Hoa (Nhà kỷ niệm Mao Chủ tịch), Cộng hòa Dân chủ Nhân dân Triều Tiên (Cung kỷ niệm Kumsusan), Cộng hòa Xã hội chủ nghĩa Việt Nam (Lăng Chủ tịch Hồ Chí Minh) và Cộng hòa Bolivar Venezuela.
- Giáo hoàng Gioan XXIII: xác được bảo quản trong Vương cung thánh đường Thánh Phêrô, Vatican.
- Pio thành Pietrelcina: xác được trưng bày ở San Giovanni Rotondo, Italia.

### Bảo quản tự nhiên
Xác được chôn trong môi trường đủ khô ráo có thể được bảo quản tốt trong vài thập niên. Điều này đã được quan sát thấy trên xác của nhà hoạt động nhân quyền bị ám sát Medgar Evers. Xác ông vẫn nguyên vẹn sau hơn 30 năm, giúp các nhà điều tra có thể khám nghiệm chính xác nguyên nhân cái chết của ông khi vụ việc được mở lại hồ sơ vào thập niên 1990.
Xác chết nhận chìm trong đầm lầy than bùn cũng có thể được bảo quản một cách tự nhiên. Nhiều trường hợp xác động vật có thể được bảo quản gần như hoàn hảo trong hổ phách.